# Lijst van rijksmonumenten in Hooge Mierde
De plaats Hooge Mierde telt 8 inschrijvingen in het rijksmonumentenregister. Hieronder een overzicht.
| Object                                     | Oorspronkelijke functie? | Bouwjaar                   | Architect       | Locatie             | Coördinaten?                 | Nr.?   | Afbeelding        |
| ------------------------------------------ | ------------------------ | -------------------------- | --------------- | ------------------- | ---------------------------- | ------ | ----------------- |
| Boerderij 'De Luther'                      | Boerderij                | 1758                       |                 | De Luther 15        | 51° 22' 58" NB, 5° 7' 24" OL | 22238  | Upload foto       |
| Toren van de Sint Jan Evangelistkerk       | Kerk en kerkonderdeel    | middeleeuwen               |                 | Schoolstraat bij 9  | 51° 23' 15" NB, 5° 7' 47" OL | 22240  | Meer afbeeldingen |
| R.K. pastorie                              | Kerkelijke dienstwoning  |                            |                 | Torendreef 1        | 51° 23' 14" NB, 5° 7' 46" OL | 22242  | Meer afbeeldingen |
| Terrein waarin een grafheuvel              | Archeologisch monument   | waarschijnlijk bronstijd   |                 |                     | 51° 22' 55" NB, 5° 6' 31" OL | 45538  | Upload foto       |
| Terrein waarin overblijfselen van bewoning | Archeologisch monument   | waarschijnlijk Neolithicum |                 |                     | 51° 22' 36" NB, 5° 6' 31" OL | 45539  | Upload foto       |
| T-boerderij                                | Boerderij                | ca. 1920                   |                 | Prins Hendriklaan 1 | 51° 24' 18" NB, 5° 5' 34" OL | 518681 | Upload foto       |
| Onderdeel: De Utrecht                      | Dienstwoning             | 1915-1920                  | J. van der Valk | Prins Hendriklaan 5 | 51° 24' 50" NB, 5° 5' 36" OL | 518682 | Upload foto       |
| St.Jan Evangelistkerk                      | Kerk en kerkonderdeel    | 1922                       | H.C. Bonsel     | Schoolstraat 9      | 51° 23' 15" NB, 5° 7' 47" OL | 518683 | Meer afbeeldingen |